# À la manière de... (Ravel)
À la manière de … Borodine (A la manera de Borodin) i À la manière de … Chabrier (A la manera de Chabrier) són els títols de dues obres breus per a piano sol compostes per Maurice Ravel el 1912.

## Història
L'estiu d'aquell any, després d'un període d'activitat intensa vinculada sobretot al seu Daphnis et Chloé, Ravel dugué a terme un repòs gairebé total. Va fer una estada a casa dels seus amics Godebski, La Grangette, on va compondre ambdues peces, i després a Saint-Jean-de-Luz.
Alfredo Casella, també amic seu i compositor, havia publicat el 1911 un conjunt de pastitxos i havia ara decidit fer-ne un segon, al qual convidava Ravel a contribuir. Com a subjectes, Ravel va triar Borodin i Chabrier, dos dels seus compositors predilectes. Va dedicar-los a Ida i Cipa Godebski.
El mateix Casella al piano va dur a terme l'estrena absoluta dels À la manière... el 10 de desembre del 1913 a la Salle Pleyel, en un concert de la Société musicale indépendante (SMI). Serien publicades per l'editorial A. Z. Mathot a París el 1914, com a peces separades. El musicòleg Marcel Marnat les agrupa totes dues sota la referència M. 63 (M63/1 i M63/2 respectivament) al seu catàleg d'obres de Ravel.

## À la manière de . .. Borodine
És un pastitx que pren la forma d'un vals. Fa un ús característic d'harmonies cromàtiques sobre pedals ostinato, tot fent eco de la Sérénade de la Petit suite i del Scherzo del Segon Quartet del compositor i químic rus Aleksandr Borodin. Està escrit en la tonalitat de Re bemoll major i consta de 93 compassos, precedits per la indicació Allegro giusto. La durada aproximada d'una interpretació de la peça és d'entre 2-3 minuts.
Ravel va apreciar la música del Grup dels Cinc ja durant la seva joventut. Va assistir als concerts de música russa de l'Exposició Universal de París del 1889, i en la seva obertura primerenca Shéhérazade trobem com el tema en Si menor recorda el Borodin de la segona simfonia. Fou precisament Ravel qui va proposar les primeres notes d'aquesta obra de Borodin com a “tema” del grup d'escriptors, músics i artistes conegut com Les Apaches.

## À la manière de . .. Chabrier
Es tracta en realitat d'un pastitx d'un pastitx, ja que Ravel 'fa de Chabrier' adaptant una melodia de l'ària Faîtes-lui mes aveux del Faust de Gounod. Ravel transforma l'ària en una obra de piano introspectiva, tot introduint elements característics de la música de Chabrier. Conserva la major part de la melodia i la línia de baix i treballa a partir de l'harmonia preexistent, convertint setenes en novenes, afegint moviment arpegiat, fent pauses dramàtiques i endarrerint cadències. Està escrit en la tonalitat de Do major i consta de 45 compassos, precedits per una indicació Allegretto que al novè compàs canvia a Meno mosso. Rubato (l'entrada de la melodia de Gounod). La durada aproximada d'una interpretació de la peça és d'uns dos minuts.
L'obra no només representa un doble tribut, sinó que vincula amb fermesa tots dos músics, que per Ravel representaven "les fonts des de les quals es derivà la principal tendència de la música francesa". Sempre va sentir gran admiració per Chabrier, a qui considerava una de les seves majors influències en el terreny musical. Això darrer pot apreciar-se sobretot en obres pianístiques primerenques com ara la Sérénade grotesque o la Pavane pour une Infante défunte, en trets com la predilecció per les formes de dansa, les miniatures, fascinació per Espanya, atenció al detall i lirisme captivador. Ravel va dur a terme un homenatge més seriós a Chabrier amb l'orquestració del seu Minuet pompeux per als Ballets Russos (estrena absoluta el 1919) i va voler també orquestrar parts de la seva òpera Le Roi malgré lui el 1929, si bé aquest projecte mai no es va arribar a endegar.